# Amalija Belaj
Amalija Belaj, slovenska smučarska tekačica, * 25. junij 1939, Celje.
Belajeva je bila članica reprezentance FLRJ na Zimskih olimpijskih igrah 1956 v Cortini d'Ampezzo. Nastopila je v teku na 10 kilometrov, kjer je osvojila 32. mesto. Bila je tudi članica ženske štafete 3 x 5 km, ki je osvojila 9. mesto.
Na teh igrah je bila s 16 leti in 218 dnevi najmlajša članica Jugoslovanske odprave.